# 清閑寺昶定
清閑寺昶定(せいかんじ ながさだ、宝暦12年（1762年）閏4月25日 - 文化14年（1817年）11月28日）は、江戸時代後期の公卿。

## 官歴
- 明和元年（1764年）：従五位下
- 明和6年（1769年）：従五位上
- 明和8年（1771年）：侍従
- 安永元年（1772年）：正五位下
- 天明元年（1781年）：左少弁、蔵人、正五位上
- 天明2年（1782年）：御祈奉行
- 天明3年（1783年）：神宮弁、右中弁、勧学院別当、右衛門権佐
- 天明6年（1786年）：左中弁
- 寛政元年（1789年）：蔵人頭、造興福寺長官、正四位下
- 寛政2年（1790年）：正四位上
- 寛政4年（1792年）：参議、左大弁
- 寛政5年（1793年）：踏歌外弁
- 寛政8年（1796年）：権中納言、正三位
- 寛政11年（1799年）：従二位、左衛門督、検非違使別当
- 享和2年（1802年）：正二位、権大納言、賀茂下上社伝奏
- 文化14年（1817年）：従一位

## 系譜
- 父：清閑寺益房
- 母：吉田良延の娘
- 弟：梅小路定肖
- 子：清閑寺和房
- 子：清閑寺高房
- 子：清閑寺共福